# Noájida
Noájida (en hebreo: בני נח, bnei noaj) en la tradición judía se refiere a todos descendientes de Noé, es decir a toda la humanidad, a los cuales Dios encomendó la observancia de siete preceptos de las naciones.En la biblia los noájidas son comúnmente referenciados como «las naciones» y en la tradición judia quienes cumplen con las leyes noájidas son denominados como "justos entre las naciones".
Históricamente, el término hebreo «bnei noaj» se ha aplicado a todos los no-judíos como descendientes de Noé. Sin embargo, en la actualidad se utiliza principalmente para referirse específicamente a aquellos no-judíos que observan las Siete Leyes de Noé.

## Etimología
La palabra «Noájida» proviene del francés "Noahide", que hace referencia a los "Bnei Noaj" (en hebreo: בני נח, lit. Hijo de Noé). Es un patronímico, que proviene de Noaj (en hebreo: נח Noé) + ida (hijo de), es decir "Hijo de Noé" o "descendiente de Noé". 
Este término fue acuñado por el rabino Elie Benamozegh en su libro "Israel y la humanidad". 

## ¿Quién es Noájida?
Según el judaísmo, la Torá es una verdad para toda la humanidad, ya sea judíos o no. En el Talmud, Sanedrín 58b, se explica que la Torá presenta siete mitzvot (leyes o preceptos) que los no-judíos deben cumplir. Estas leyes son denominadas como Siete Leyes de Noé, ya que según el judaísmo todos los seres humanos son descendientes de Noé. Bajo esta perspectiva, los judíos también son descendientes de Noé y las siete leyes se encuentran compiladas dentro de sus 613 preceptos. El rabino Maimónides explica que cualquier ser humano que observa atentamente estas leyes gana un lugar en el Mundo Venidero (Olam Habá); adicionalmente a las leyes noájidas y sus explicaciones, se encuentran mencionadas en la Mishné Torá, en Sefer Shoftim (Libro de Jueces), y en la sección denominada Hilchot Melachim U'Milchamot ("Las Leyes de los reyes y Guerras") 8:9-10:12. Algunos detalles de estas leyes también se pueden encontrar en la literatura de Midrash. En la actualidad quienes guardan estos mandamientos son denominados como Bnei Noaj (en hebreo: בני נח, ‘Hijos de Noé’ o ‘Noájidas’).
Para ser considerados oficialmente como noájida, los aspirantes deben presentarse ante un tribunal rabínico conformado por tres rabinos para declarar la aceptación y comprometerse a cumplir las leyes de Noé. Esta declaración es conocida como Kibul noájida, la cual concede al declarante no-judío el título de “Justo entre las Naciones”.

## Movimiento noájida
El «noajismo» o «movimiento noájida» es un movimiento monoteísta del judaísmo dirigido a los noajidas, el cual surgió en la década de 1860, en Europa Occidental, sobre la base del concepto de la palabra "noájida" que hace referencia a los no-judíos que aceptaban seguir las Leyes de Noé, quienes en el antiguo Israel eran denominados como justos de las naciones. Este concepto fue desarrollado por el rabino italiano Elijah Benamozegh, en su libro "Israel y la humanidad". Aunque Benamozegh, había desarrollado el concepto del noajismo como una religión para toda la humanidad paralela al judaísmo.